# 대한민국 형사소송법 제15조
대한민국 형사소송법 제15조는 관할이전의 신청에 대한 형사소송법의 조문이다.

## 조문
제15조(관할이전의 신청) 검사는 다음 경우에는 직근 상급법원에 관할이전을 신청하여야 한다. 피고인도 이 신청을 할 수 있다.
1. 관할법원이 법률상의 이유 또는 특별한 사정으로 재판권을 행할 수 없는 때
2. 범죄의 성질, 지방의 민심, 소송의 상황 기타 사정으로 재판의 공평을 유지하기 어려운 염려가 있는 때

第15條(管轄移轉의 申請) 檢事는 다음 境遇에는 直近 上級法院에 管轄移轉을 申請하여야 한다. 被告人도 이 申請을 할 수 있다.
1. 管轄法院이 法律上의 理由 또는 特別한 事情으로 裁判權을 行할 수 없는 때
2. 犯罪의 性質, 地方의 民心, 訴訟의 狀況 其他 事情으로 裁判의 公平을 維持하기 어려운 念慮가 있는 때

## 사례
대법원이 부적절한 법정관리로 기소돼 1심에서 무죄를 선고받은 전 광주지법 선재성 수석부장판사에 대한 항소심 재판지를 광주고법에서 서울고법으로 변경해 달라는 검찰의 신청을 받아들였다.

## 판례
검사의 공소장변경을 허용하였다는 사정만으로 관할이전사유로서 불공정한 재판을 할 객관적이 사정이 있는 때에 해당하지 않는다

## 참고 문헌
- 손동권 신이철, 새로운 형사소송법(초판, 2013), 세창, 2013. ISBN 9788984114081

## 같이 보기
- 관할
- 토지관할
- 향판